# Алфа Ромео Г1
Алфа Ромео Г1 е първият изцяло нов дизайн на Алфа Ромео след края на АЛФА. Джузепе Мероси, докато е участвал в правен спор с Никола Ромео относно условията за поглъщане на марката, проектира актуализацията за предвоенната 24HP в ревизирания 20 / 30ES и новия луксозен G1.Шасито е удължено и втвърдено от модела от 40 – 60 HP от 1914 г., който навлиза в конкуренцията на пазара с Rolls-Royce. Въведен е нов 6,3 л (384 куб.м.) прав-6 двигател, произвеждащ 70 к.с. (52 кВт) и 216 lb⋅ft (293 нм) въртящ момент.